# Rizoma (filosofía)
Rizoma es un concepto filosófico desarrollado por Gilles Deleuze y Félix Guattari en su proyecto Capitalismo y Esquizofrenia (1972, 1980). Es lo que Deleuze llama una «imagen de pensamiento», basada en el rizoma botánico, que aprehende las multiplicidades.
Este concepto se explica en la primera meseta de Mil Mesetas, titulada igualmente Rizoma, en el que se describe y critica al árbol (la jerarquía)junto a sus raíces y su unidad.

## Características
En la teoría filosófica de Gilles Deleuze y Félix Guattari, un rizoma es un modelo descriptivo o epistemológico en el que la organización de los elementos no sigue líneas de subordinación jerárquica —con una base o raíz dando origen a múltiples ramas, de acuerdo al conocido modelo del árbol de Porfirio—, sino que cualquier elemento puede afectar o incidir en cualquier otro (Deleuze & Guattari 1972:13). En un modelo arbóreo o jerárquico tradicional de organización del conocimiento — como las taxonomías y clasificaciones de las ciencias generalmente empleadas- lo que se afirma de los elementos de mayor nivel es necesariamente verdadero de los elementos subordinados, pero no a la inversa. En un modelo rizomático, cualquier predicado afirmado de un elemento puede incidir en la concepción de otros elementos de la estructura, sin importar su posición recíproca. El rizoma carece, por lo tanto, de centro, un rasgo que lo ha hecho de particular interés en la filosofía de la ciencia y de la sociedad, la semiótica y la teoría de la comunicación contemporáneas.
La noción está adoptada de la estructura de algunas plantas, cuyos brotes pueden ramificarse en cualquier punto, así como engrosarse transformándose en un bulbo o tubérculo; el rizoma de la botánica, que puede funcionar como raíz, tallo o rama sin importar su posición en la figura de la planta, sirve para ejemplificar un sistema cognoscitivo en el que no hay puntos centrales —es decir, proposiciones o afirmaciones más fundamentales que otras— que se ramifiquen según categorías o procesos lógicos estrictos (Deleuze & Guattari 1972:35). 
Deleuze y Guattari sostienen lo que, en la tradición anglosajona de la filosofía de la ciencia ha dado en llamarse antifundacionalismo, es decir, que la estructura del conocimiento no se deriva por medios lógicos de un conjunto de primeros principios, sino que se elabora simultáneamente desde todos los puntos bajo la influencia recíproca de las distintas observaciones y conceptualizaciones (Deleuze & Guattari 1980). Esto no implica que una estructura rizomática sea necesariamente lábil o inestable, aunque exige que cualquier modelo de orden pueda ser modificado; en un rizoma existen líneas de solidez y organización fijadas por grupos o conjuntos de conceptos afines (mesetas en la terminología de los autores [1977:32]). Estos conjuntos de conceptos definen territorios relativamente estables dentro del rizoma.
Esta noción del conocimiento —y la psique; Guattari era psicólogo de orientación psicoanalítica lacaniana— está motivada por la intención de mostrar que la estructura convencional de las disciplinas cognoscitivas no refleja simplemente la estructura de la naturaleza, sino que es un resultado de la distribución de poder y autoridad en el cuerpo social. No se trata simplemente de que un modelo descentrado represente mejor la "realidad"; parte de la teoría antifundacionalista es la noción de que los modelos son herramientas, cuya utilidad es la mejor parte de su verdad. Una organización rizomática del conocimiento es un método para ejercer la resistencia contra un modelo jerárquico, que traduce en términos epistemológicos una estructura social opresiva (Deleuze & Guattari 1980:531).

### Addendum: antifundacionalismo en filosofía analítica
La crítica al fundacionalismo (o fundacionismo) se da en la filosofía analítica como parte de la crítica total al proyecto de los empiristas lógicos (Círculo de Viena). Algunos filósofos, como Carnap o Schlick, sostenían que el fundamento del conocimiento eran los enunciados protocolares, i.e., los enunciados que reportaban las sensaciones inmediatas (para Schlick, los enunciados observacionales, instantáneos, no reportables estrictamente). La tradición fundacionalista se remonta a Aristóteles (cf. Segundos analíticos), quien sostenía que el fundamento del conocimiento estaba en el silogismo.
Algunos filósofos, como Keith Lehrer o Laurence Bonjour, como resultado de esta crítica, argumentan por una teoría coherentista de la Teoría de la justificación (también hay coherentismo respecto a la verdad y respecto al conocimiento). Esta concepción ya había sido prevista por Otto Neurath, otro filósofo del Círculo de Viena, a inicios del siglo XX, pero fue de hecho criticada por el mismo Schlick.
En las décadas de los ochenta y noventa, el coherentismo (es decir, el antifundacionalismo al que se referían Deleuze/Guattari) también es criticado por algunos filósofos como Ernest Sosa y Alvin Goldman, quienes argumentan que las críticas al fundacionalismo de hecho fallan en ver las características importantes para la existencia de fundamentos epistémicos. En esta misma línea de crítica se encuentra el neopragmatista Richard Rorty, con sus réplicas al fundacionalismo en la filosofía moderna y en diversas corrientes contemporáneas.

## Principios del Modelo Rizomático

### 1° y 2° Principios de conexión y heterogeneidad
- Cualquier punto del rizoma puede ser conectado con cualquier otro punto.
- Eslabón semiótico = tubérculo aglutinador de actos muy diversos que evoluciona produciendo tallos y raíces.
- El rizoma es una unidad heterogénea. En tanto el árbol como imagen del mundo invoca la lógica binaria donde las relaciones entre puntos siempre se obedecen a un orden intrínseco y a una homogeneidad.

### 3° Principio de multiplicidad
- El rizoma es siempre multiplicidad que no deja reducirse ni a lo Uno ni a lo Múltiple; no está hecho de unidades, sino de dimensiones asignificantes y asubjetivas, de direcciones quebradas.
- Agenciamiento: aumento de dimensiones en la multiplicidad que cambia su naturaleza a medida que aumenta sus conexiones.
- Plan de Consistencia de Multiplicidades: cuadrícula que se forma afuera con dimensiones crecientes.

### 4º Principio de rupturas asignificantes
- El rizoma está sujeto a las líneas de segmentaridad y de fuga, que siempre apuntan a direcciones nuevas, que pueden ser rotas, interrumpidas en cualquier parte y en cualquier momento y resurgir nuevamente con nuevas alianzas.
- Ruptura: alargar, prolongar alternar,variar, quebrar.
- Desterritorialización: Ampliar nuestro territorio hasta que logre englobar todo el plan de consistencia en una máquina abstracta.

### 5º y 6º Principios de cartografía y calcomanía
- El rizoma es un mapa que construye.
- Mapa: un sistema fundamentalmente abierto y susceptible de recibir modificaciones constantemente; puede ser alterado y adaptado según necesidades o “performance”;
- El árbol responde al modelo estructural cuya lógica es del calco y de la reproducción.
- El rizoma es un modelo productivo y experimental.

## Relacionado
- Nodo
- Grupo de afinidad
- Mapa mental Como aplicación de la estructura ribozomática del pensamiento.

- Datos: Q1156887